# Joara
Joara es una localidad y pedanía de la provincia de León, que pertenece al ayuntamiento de Sahagún.
Se encuentra a 65 kilómetros de la capital, León y a 1 de enero de 2012 tenía una población de 30 habitantes.
Confina con Celada de Cea al E, Sotillo de Cea al N, y Riosequillo, Villalebrín y Villalmán al S.
Su Ayuntamiento se incorporó a Sahagún en 1977, mediante el RD 315/1977.

## Historia
El Diccionario geográfico-estadístico-histórico de España y sus posesiones de Ultramar de Pascual Madoz (tomo IX) hace la siguiente descripción:
JUARA: lugar en la provincia y diócesis de León (10 leguas). Partido judicial de Sahagún (1), audiencia territorial y Capitanía General de Valladolid (15), ayuntamiento de Cea: SIT: al Este del río Valderaduey, su CLIMA es bastante sano. Tiene 20 casas; escuela de primeras letras por temporada, iglesia parroquial (S.Andrés) servida por un cura de ingreso y presentación en patrimoniales, una capellanía de patronato particular, con cargo de misas y sin residencia, cementerio y buenas aguas potables. Confina: N con Cea, E con Celada, S con Villazán y O. Término del indicado Cea. El TERRENO es llano y de buena calidad y le fertilizan las aguas del Valderaduey. Los CAMINOS son locales y recibe la CORRESPONDENCIA de Sahagún por balijero. PROD. Trigo, cebada, avena, centeno y legumbres; cría ganado lanar, vacuno y mular y caza liebres y perdices. POBL. 20 vecinos, 80 almas. contibucion: con el ayuntamiento.
La localidad se encuentra dentro de la ruta de los Retablos Renacentistas.

### Demografía
| Gráfica de evolución demográfica de Joara entre 1857 y 1970 |
| |
| Población de derecho según los censos de población del INE Población de hecho según los censos de población del INEEntre el censo de 1981 y el anterior, este municipio desaparece porque se integra en el municipio 24139 (Sahagún) Entre el censo de 1857 y el anterior, aparece este municipio porque se segrega del municipio 24139 (Sahagún) |